# Маури, Тоньо
То́ньо Ма́ури (исп. Toño Mauri; 29 июля 1964) — мексиканский актёр и певец.

## Биография
Родился 29 июля 1964 года. Брат актрисы Грасиэлы Маури. Он начал свою карьеру в мексиканском шоу-бизнесе в 1980-е годы в группе «Fresas com crema», где он выступал вместе с Марианой Леви, Андресом Бонфильо и Андреа Легарретой. Группа выпустила четыре альбома. После ухода из группы в 1989 году актёр принял участие в съёмках двух теленовелл. В сериале «Моя вторая мама» с Марией Сорте и Энрике Нови в главных ролях, где он исполнил роль Федерико; в сериале «Просто Мария» с Викторией Руффо и Мануэлем Савалем — роль Хосе Игнасио Лопеса, которая стала одной из важнейших в его актёрской карьере. В 1994 году актёр со своей супругой Карлой Алеман, а также актриса Виктория Руффо со своим первым супругом Эухенио Дербесом посетили ряд городов России.

### Личная жизнь
Тоньо Маури женат на Карле Алеман. Имеет дочь Карлу Маури.

## Теленовеллы
- 1985 — Хуана Ирис — Маурисио
- 1989 — Моя вторая мама — Федерико (Фико)
- 1989 — Просто Мария — Хосе Игнасио Лопес' взрослый: дубляж — Сергей Паршин)'
- 1990 — Trampa infernal — Маурисио
- 1991 — Madres egoistas — Максимилиано
- 1997 — Antoncha encendida, La —Андрес Кинтана
- 1998 — Privilegio de amor, El — Алонсо
- 2000 — Обними меня крепче — падре Мойзес
- 2002 — Otra, La — Даниэль
- 2003 — Velo de Novia — Хуан Карлос
- 2004 — Inocente de Ti — Себастьян
- 2006 — Два лица страсти — Адриан
- 2007 — Bajo riedas del amor — Бруно Гусман
- 2007 — Pasion — Альваро Фернандес де ла Куэва
- 2008 — Tiempo Final
- 2010—2011 — Teresa — Эрнан Ледесма
- 2014 — La malquerida — Andrés Vivanco

## Факты
- В сериале «Просто Мария» его бывшая партнёрша по группе «Fresas com crema» Андреа Лагеррета исполнила роль «Ивон», девушки, которая преследовала «Хосе Игнасио».
- Тоньо Маури долго не соглашался играть эпизод сериала «Просто Мария», где его герой отказывается от новорожденной дочери, обвиняя её в смерти матери (актриса Амайрани)[1].
- В 1990-е годы появилось множество анекдотов, посвящённых героям сериала «Просто Мария», в том числе и «Хосе Игнасио».[2]